# Hanley
Hanley è una delle sei comunità che, aggregate, formano la città di Stoke-on-Trent, nella contea dello Staffordshire, in Inghilterra.
Vi nacque il Capitano Edward Smith, famoso infatti per essere stato il capitano del RMS Titanic